# 1985年全米オープン (テニス)
1985年 全米オープン（1985ねんぜんべいオープン、US Open 1985）は、アメリカ・ニューヨークマンハッタンにある「USTAナショナル・テニスセンター」にて、1985年8月27日から9月8日にかけて開催された。

## シード選手

### 男子シングルス
1. ジョン・マッケンロー　（準優勝）
2. イワン・レンドル　（初優勝）
3. マッツ・ビランデル　（ベスト4）
4. ジミー・コナーズ　（ベスト4）
5. ケビン・カレン　（1回戦）
6. アンダース・ヤリード　（ベスト8）
7. ヤニック・ノア　（ベスト8）
8. ボリス・ベッカー　（4回戦）
9. ミロスラフ・メチージュ　（2回戦）
10. ヨアキム・ニーストロム　（ベスト8）
11. ステファン・エドベリ　（4回戦）
12. ヨハン・クリーク　（2回戦）
13. ティム・メイヨット　（4回戦）
14. ヘンリク・スンドストローム　（1回戦）
15. スコット・デービス　（2回戦）
16. トマシュ・スミッド　（4回戦）

### 女子シングルス
1. クリス・エバート・ロイド　（ベスト4）
2. マルチナ・ナブラチロワ　（準優勝）
3. ハナ・マンドリコワ　（初優勝）
4. パム・シュライバー　（ベスト8）
5. クラウディア・コーデ＝キルシュ　（ベスト8）
6. ジーナ・ガリソン　（ベスト8）
7. ヘレナ・スコバ　（ベスト8）
8. マニュエラ・マレーバ　（4回戦）
9. キャシー・リナルディ　（1回戦）
10. ガブリエラ・サバティーニ　（1回戦）
11. シュテフィ・グラフ　（ベスト4）
12. ウェンディ・ターンブル　（4回戦）
13. カタリナ・リンドクイスト　（4回戦）
14. ボニー・ガドゥセク　（3回戦）
15. カーリン・バセット　（4回戦）
16. アンドレア・テメシュバリ　（2回戦）

## 大会経過

### 男子シングルス
準々決勝
- ジョン・マッケンロー vs.  ヨアキム・ニーストロム　6-1, 6-0, 7-5
- マッツ・ビランデル vs.  アンダース・ヤリード　2-6, 6-2, 5-0 （途中棄権）
- ジミー・コナーズ vs.  ハインツ・ギュンタード　6-2, 6-2, 6-4
- イワン・レンドル vs.  ヤニック・ノア　6-2, 6-2, 6-4

準決勝
- ジョン・マッケンロー vs.  マッツ・ビランデル　3-6, 6-4, 4-6, 6-3, 6-3
- イワン・レンドル vs.  ジミー・コナーズ　6-2, 6-3, 7-5

### 女子シングルス
準々決勝
- クリス・エバート・ロイド vs.  クラウディア・コーデ＝キルシュ　6-3, 6-3
- ハナ・マンドリコワ vs.  ヘレナ・スコバ　7-6, 7-5
- シュテフィ・グラフ vs.  パム・シュライバー　7-6, 6-7, 7-6
- マルチナ・ナブラチロワ vs.  ジーナ・ガリソン　6-2, 6-3

準決勝
- ハナ・マンドリコワ vs.  クリス・エバート・ロイド　4-6, 6-2, 6-3
- マルチナ・ナブラチロワ vs.  シュテフィ・グラフ　6-2, 6-3

## 決勝戦の結果
- 男子シングルス： イワン・レンドル vs.  ジョン・マッケンロー　7-6, 6-3, 6-4
- 女子シングルス： ハナ・マンドリコワ vs.  マルチナ・ナブラチロワ　7-6, 1-6, 7-6
- 男子ダブルス： ケン・フラック＆ ロバート・セグソ vs.  ヤニック・ノア＆ アンリ・ルコント　6-7, 7-6, 7-6, 6-0
- 女子ダブルス： クラウディア・コーデ＝キルシュ＆ ヘレナ・スコバ vs.  マルチナ・ナブラチロワ＆ パム・シュライバー　6-7, 6-2, 6-3
- 混合ダブルス： ハインツ・ギュンタード＆ マルチナ・ナブラチロワ vs.  ジョン・フィッツジェラルド＆ エリザベス・スマイリー　6-3, 6-4